# 斯坦尼克 (亞利桑那州)
斯坦尼克（英語：Stanwix）是位於美國亞利桑那州馬里科帕縣的一個非建制地區。該地的面積和人口皆未知。

## 地理
斯坦尼克的座標為32°50′23″N 113°19′23″W / 32.83972°N 113.32306°W，而該地的平均海拔高度為167米（即548英尺）。